# Winhöring
Winhöring là một đô thị ở huyện Altötting bang Bayern nước Đức. Đô thị Winhöring có diện tích 24,58 km², dân số thời điểm ngày 31 tháng 12 năm 2006 là 4792 người.